# Nanoščica
Nanoščica je potok, ki izvira pod jugozahodnim robom Nanosa in teče po Postojnski kotlini, nedaleč od avtoceste A1 (Ljubljana-Koper). V bližini Postojne se izliva v reko Pivko, ki nato ponikne v Postojnsko jamo in predstavlja pomemben del kraškega porečja Ljubljanice.